# Åsnen
Der Åsnen ist ein See in Småland im Süden Schwedens. Er liegt südlich von Alvesta und Växjö, und nordwestlich von Tingsryd. Er ist nach dem Bolmen der größte See Smålands. Der See liegt 138 Meter über dem Meer und hat eine Fläche von ca. 150 km², wobei 19 km² durch Inseln eingenommen werden. Der Åsnen hat viele Buchten und Inseln, deren größte Sirkön ist. Auf Sirkön und südlich des Sees bei Urshult werden große Mengen Obst, wie Äpfel oder Erdbeeren angebaut. Im Südwesten entwässert der Fluss Mörrumsån den See.
Bedingt durch seinen Fischreichtum ist der Åsnen auch ein beliebtes Angelgewässer. Man findet dort unter anderem Zander, Hechte, Barsche und Aale in großen Mengen. Es besteht auch die Möglichkeit von Asa aus mit einem Kanu über den Helgasjön,  Alvesta und Huseby Bruk den gesamten Åsnen bis nach Tingsryd abzupaddeln, und von da weiter südwärts zur Mündung in den Mörrumsån in Blekinge. Unterwegs sind Übernachtungsplätze mit Schlafgelegenheit angelegt.
Vor allem das Westufer ist sehr seicht und geht in größere Feuchtgebiete über. Hier liegen einige Naturreservate mit reichem Vogelleben. Der See zählt auch zu den schwedischen Ramsargebieten.
Im Mai 2018 wurde ein Teil des Sees mit Inseln und umgebenden Ufergebieten als Nationalpark Åsnen, Schwedens 30. Nationalpark, unter besonderen Schutz gestellt.